# Élections présidentielles sous la Cinquième République dans la Creuse
Depuis l'adoption de la Constitution de la Cinquième République française en 1958, dix élections présidentielles ont eu lieu afin d'élire le président de la République. Cette page présente les résultats de ces élections dans la Creuse.

## Synthèse des résultats du second tour
La Creuse vote traditionnellement plus à gauche que la France. Elle a en particulier placé François Mitterrand et Ségolène Royal en tête au second tour lors des élections de 1965, 1974 et 2007. En 2012, François Hollande obtient 10 points de plus qu'au niveau national.
| année | Répartition des exprimés | Répartition des exprimés | Participation (% des inscrits) | Blancs ou nuls (% des votants) |

| 2022 | Emmanuel Macron (52,04 %) (France : 58,55 %) | Marine Le Pen (47,96 %) (France : 41,45 %) | 76,66 % (France : 77,77 %) | 3,16 % (France : 2,47 %) |

| 2017 | Emmanuel Macron (65,76 %) (France : 66,10 %) | Marine Le Pen (34,24 %) (France : 33,90 %) | 76,66 % (France : 77,77 %) | 3,16 % (France : 2,47 %) |

| 2012 | François Hollande (61,02 %) (France : 51,64 %) | Nicolas Sarkozy (38,98 %) (France : 48,36 %) | 82,23 % (France : 80,35 %) | 2,39 % (France : 5,82 %) |

| 2007 | Nicolas Sarkozy (46,74 %) (France : 53,06 %) | Ségolène Royal (53,26 %) (France : 46,94 %) | 83,44 % (France : 83,97 %) | 2,03 % (France : 4,20 %) |

| 2002 | Jacques Chirac (88,34 %) (France : 82,21 %) | J.-M. Le Pen (11,66 %) (France : 17,79 %) | 72,56 % (France : 79,71 %) | 5,05 % (France : 3,38 %) |

| 1995 | Jacques Chirac (53,64 %) (France : 52,64 %) | Lionel Jospin (46,36 %) (France : 47,36 %) | 79,17 % (France : 78,38 %) | 3,29 % (France : 2,81 %) |

| 1988 | François Mitterrand (55,91 %) (France : 54,02 %) | Jacques Chirac (44,09 %) (France : 45,98 % %) | 80,22 % (France : 81,35 %) | 2,5 % (France : 2,00 %) |

| 1981 | François Mitterrand (56,31 %) (France : 51,76 %) | Valéry Giscard d'Estaing (43,69 %) (France : 48,24 %) | 79,85 % (France : 81,09 %) | 1,26 % (France : 1,62 %) |

| 1974 | Valéry Giscard d'Estaing (44,03 %) (France : 50,81 %) | François Mitterrand (55,97 %) (France : 49,19 %) | 79,88 % (France : 84,23 %) | 0,77 % (France : 0,92 %) |

| 1969 | Georges Pompidou (58,79 %) (France : 58,21 %) | Alain Poher (41,21 %) (France : 41,79 %) | 70,56 % (France : 77,59 %) | 1,07 % (France : 1,29 %) |

| 1965 | Charles de Gaulle (47,53 %) (France : 55,20 %) | François Mitterrand (52,47 %) (France : 44,80 %) | 75,53 % (France : 84,75 %) | 0,9 % (France : 1,01 %) |

|  | ▲ |

## Résultats détaillés par scrutin

### 2022
Arrivé en tête du premier tour, le président sortant Emmanuel Macron (27,85 %) affronte Marine Le Pen (23,15 %), un duel identique à celui du scrutin de 2017. C'est la deuxième fois qu'un second tour opposant les mêmes candidats à deux scrutins présidentiels consécutifs a lieu après ceux où se sont affrontés Valéry Giscard d'Estaing et François Mitterrand en 1974 et 1981.
En troisième position avec 21,95 % des voix, Jean-Luc Mélenchon réalise le score le plus élevé de ses trois candidatures et arrive largement en tête de la gauche, mais échoue à accéder au second tour, avec environ 400 000 voix de moins que Marine Le Pen.
Une nouvelle fois, les partis politiques traditionnels sont absents du second tour, dans des proportions encore plus importantes que lors de la précédente élection. Le Parti socialiste et Les Républicains, représentés respectivement par Anne Hidalgo et Valérie Pécresse, s'effondrent avec des scores historiquement faibles et n'atteignent pas le seuil des 5 %, condition permettant d'être remboursé des frais de campagne.
Le second tour voit Emmanuel Macron l'emporter par 58,55 % des suffrages exprimés, permettant ainsi au président sortant d'entamer un second mandat.
Dans la Creuse,Marine Le Pen arrive en tête du premier tour avec 25,09 % des exprimés, suivi de Emmanuel Macron(23,25 %), Jean-Luc Mélenchon (20,46 %) et Valérie Pécresse(6,57 %). Au second tour, les électeurs ont voté à 52,04 % pour Emmanuel Macron contre 47,96 % pour Marine Le Pen avec un taux de participation de 74,19 % des inscrits.
| Candidats                | Candidats                | Partis                   | Premier tour | Premier tour | Second tour | Second tour |
| Candidats                | Candidats                | Partis                   | Voix         | %            | Voix        | %           |
| ------------------------ | ------------------------ | ------------------------ | ------------ | ------------ | ----------- | ----------- |
|                          | Marine Le Pen            | RN                       | 16 772       | 25,09        | 28 153      | 47,96       |
|                          | Emmanuel Macron          | LREM                     | 15 542       | 23,25        | 30 554      | 52,04       |
|                          | Jean-Luc Mélenchon       | LFI                      | 13 679       | 20,46        |             |             |
|                          | Valérie Pécresse         | LR                       | 4 391        | 6,57         |             |             |
|                          | Jean Lassalle            | RES                      | 4 275        | 6,40         |             |             |
|                          | Éric Zemmour             | REC                      | 3 501        | 5,24         |             |             |
|                          | Fabien Roussel           | PCF                      | 2 430        | 3,64         |             |             |
|                          | Yannick Jadot            | EELV                     | 1 906        | 2,85         |             |             |
|                          | Anne Hidalgo             | PS                       | 1 641        | 2,45         |             |             |
|                          | Nicolas Dupont-Aignan    | DLF                      | 1 556        | 2,33         |             |             |
|                          | Philippe Poutou          | NPA                      | 665          | 0,99         |             |             |
|                          | Nathalie Arthaud         | LO                       | 490          | 0,73         |             |             |
|                          |                          |                          |              |              |             |             |
| Votes valides            | Votes valides            | Votes valides            | 66 848       | 96,91        | 58 707      | 87,00       |
| Votes blancs             | Votes blancs             | Votes blancs             | 1 388        | 2,01         | 5 915       | 8,77        |
| Votes nuls               | Votes nuls               | Votes nuls               | 743          | 1,08         | 2 857       | 4,23        |
| Total                    | Total                    | Total                    | 68 979       | 100          | 67 477      | 100         |
| Abstention               | Abstention               | Abstention               | 21 967       | 24,15        | 23 479      | 25,81       |
| Inscrits / participation | Inscrits / participation | Inscrits / participation | 90 946       | 75,85        | 90 958      | 74,19       |

### 2017
Le premier tour de l'élection présidentielle de 2017 voit s'affronter onze candidats. Emmanuel Macron arrive en tête devant Marine Le Pen et tous deux se qualifient pour le second tour. Néanmoins, avec François Fillon et Jean-Luc Mélenchon, les scores des quatre candidats ayant recueilli le plus de voix sont serrés (4,43 points entre le 1er et le 4e). Pour la première fois, aucun des candidats des deux partis politiques pourvoyeurs jusque-là des présidents de la Ve République, n'est présent au second tour. Celui-ci se tient le dimanche 7 mai et se solde par la victoire d'Emmanuel Macron, avec un total de 20 753 798 bulletins de vote en sa faveur, soit 66,10 % des suffrages exprimés, face à la candidate du Front national, qui recueille 33,90 %. Le scrutin est néanmoins marqué par une forte abstention et par un record de votes blancs ou nuls. 
Dans la Creuse, Emmanuel Macron arrive en tête du premier tour avec 22,5 % des exprimés, suivi de Jean-Luc Mélenchon (21,11 %), Marine Le Pen (19,88 %), François Fillon (17,99 %) et Benoît Hamon (7,82 %). Au second tour, les électeurs ont voté à 65,76 % pour Emmanuel Macron contre 34,24 % pour Marine Le Pen avec un taux de participation de 76,66 % des inscrits.
|             | EM          | Emmanuel Macron       | 15 807 | 22,5 %     | 39 239 | 65,76 %    |  |  |
|             | LFi         | Jean-Luc Mélenchon    | 14 827 | 21,11 %    |        |            |  |  |
|             | FN          | Marine Le Pen         | 13 966 | 19,88 %    | 20 428 | 34,24 %    |  |  |
|             | LR          | François Fillon       | 12 637 | 17,99 %    |        |            |  |  |
|             | PS          | Benoît Hamon          | 5 494  | 7,82 %     |        |            |  |  |
|             | DlF         | Nicolas Dupont-Aignan | 3 521  | 5,01 %     |        |            |  |  |
|             | RES         | Jean Lassalle         | 1 352  | 1,92 %     |        |            |  |  |
|             | NPA         | Philippe Poutou       | 1 209  | 1,72 %     |        |            |  |  |
|             | LO          | Nathalie Arthaud      | 684    | 0,97 %     |        |            |  |  |
|             | UPR         | François Asselineau   | 580    | 0,83 %     |        |            |  |  |
|             | SeP         | Jacques Cheminade     | 174    | 0,25 %     |        |            |  |  |
|             |             |                       |        |            |        |            |  |  |
|             |             |                       | Nombre | % inscrits | Nombre | % inscrits |  |  |
| Inscrits    | Inscrits    | Inscrits              | 93 113 |            | 93 122 |            |  |  |
| Abstentions | Abstentions | Abstentions           | 19 917 | 21,39 %    | 21 738 | 23,34 %    |  |  |
| Votants     | Votants     | Votants               | 73 196 | 78,61 %    | 71 384 | 76,66 %    |  |  |
|             |             |                       |        |            |        |            |  |  |
|             |             |                       |        | % votants  |        | % votants  |  |  |
| Blancs      | Blancs      | Blancs                | 1 950  | 2,09 %     | 7 806  | 8,38 %     |  |  |
| Nuls        | Nuls        | Nuls                  | 995    | 1,07 %     | 3 911  | 4,2 %      |  |  |
| Exprimés    | Exprimés    | Exprimés              | 70 251 | 75,45 %    | 59 667 | 64,07 %    |  |  |

### 2012
Hollande, désigné par le PS à la suite d'une primaire ouverte, devance Sarkozy dès le premier tour de l'élection présidentielle de 2012 : c'est la première fois qu'un président sortant est ainsi devancé. Au second tour, Sarkozy est battu mais par un écart plus faible qu'attendu.
Dans la Creuse, François Hollande arrive en tête du premier tour avec 34,02 % des exprimés, suivi de Nicolas Sarkozy (22,23 %), Marine Le Pen (16,27 %), Jean-Luc Mélenchon (13,01 %) et François Bayrou (8,33 %). Au second tour, les électeurs ont voté à 61,02 % pour François Hollande contre 38,98 % pour Nicolas Sarkozy avec un taux de participation de 83,34 % des inscrits.
|                | PS             | François Hollande     | 26 447 | 34,02 %    | 45 870 | 61,02 %    |  |  |
|                | UMP            | Nicolas Sarkozy       | 17 280 | 22,23 %    | 29 306 | 38,98 %    |  |  |
|                | FN             | Marine Le Pen         | 12 651 | 16,27 %    |        |            |  |  |
|                | FG             | Jean-Luc Mélenchon    | 10 117 | 13,01 %    |        |            |  |  |
|                | MoDem          | François Bayrou       | 6 476  | 8,33 %     |        |            |  |  |
|                | DLF            | Nicolas Dupont-Aignan | 1 502  | 1,93 %     |        |            |  |  |
|                | EELV           | Eva Joly              | 1 369  | 1,76 %     |        |            |  |  |
|                | NPA            | Philippe Poutou       | 1 156  | 1,49 %     |        |            |  |  |
|                | LO             | Nathalie Arthaud      | 557    | 0,72 %     |        |            |  |  |
|                | S&P            | Jacques Cheminade     | 195    | 0,25 %     |        |            |  |  |
|                |                |                       |        |            |        |            |  |  |
|                |                |                       | Nombre | % inscrits | Nombre | % inscrits |  |  |
| Inscrits       | Inscrits       | Inscrits              | 96 875 |            | 96 857 |            |  |  |
| Abstentions    | Abstentions    | Abstentions           | 17 218 | 17,77 %    | 16 141 | 16,66 %    |  |  |
| Votants        | Votants        | Votants               | 79 657 | 82,23 %    | 80 716 | 83,34 %    |  |  |
|                |                |                       |        |            |        |            |  |  |
|                |                |                       |        | % votants  |        | % votants  |  |  |
| Blancs ou nuls | Blancs ou nuls | Blancs ou nuls        | 1 907  | 2,39 %     | 5 540  | 6,86 %     |  |  |
| Exprimés       | Exprimés       | Exprimés              | 77 750 | 97,61 %    | 75 176 | 97,61 %    |  |  |

### 2007
Au premier tour de l'élection présidentielle de 2007, Sarkozy réussit à capter une partie des voix de Le Pen et arrive largement en tête. Royal est la première femme qualifiée pour le second tour d'une élection présidentielle. Elle est battue avec une avance de 6 points.
Dans la Creuse, Ségolène Royal arrive en tête du premier tour avec 29,02 % des exprimés, suivie de Nicolas Sarkozy (27,41 %), François Bayrou (16,66 %), Jean-Marie Le Pen (8,68 %) et Olivier Besancenot (5,47 %). Au second tour, les électeurs ont voté à 46,74 % pour Nicolas Sarkozy contre 53,26 % pour Ségolène Royal avec un taux de participation de 84,93 % des inscrits.
|                | PS             | Ségolène Royal       | 23 674 | 29,02 %    | 43 043 | 53,26 %    |  |  |
|                | UMP            | Nicolas Sarkozy      | 22 362 | 27,41 %    | 37 775 | 46,74 %    |  |  |
|                | UDF            | François Bayrou      | 13 596 | 16,66 %    |        |            |  |  |
|                | FN             | Jean-Marie Le Pen    | 7 080  | 8,68 %     |        |            |  |  |
|                | LCR            | Olivier Besancenot   | 4 460  | 5,47 %     |        |            |  |  |
|                | GPA            | Marie-George Buffet  | 2 367  | 2,9 %      |        |            |  |  |
|                | MPF            | Philippe de Villiers | 2 155  | 2,64 %     |        |            |  |  |
|                | CPNT           | Frédéric Nihous      | 1 773  | 2,17 %     |        |            |  |  |
|                | SE             | José Bové            | 1 388  | 1,7 %      |        |            |  |  |
|                | LO             | Arlette Laguiller    | 1 288  | 1,58 %     |        |            |  |  |
|                | Les Verts      | Dominique Voynet     | 1 046  | 1,28 %     |        |            |  |  |
|                | CNRSP          | Gérard Schivardi     | 396    | 0,49 %     |        |            |  |  |
|                |                |                      |        |            |        |            |  |  |
|                |                |                      | Nombre | % inscrits | Nombre | % inscrits |  |  |
| Inscrits       | Inscrits       | Inscrits             | 99 799 |            | 99 791 |            |  |  |
| Abstentions    | Abstentions    | Abstentions          | 16 523 | 16,56 %    | 15 034 | 15,07 %    |  |  |
| Votants        | Votants        | Votants              | 83 276 | 83,44 %    | 84 757 | 84,93 %    |  |  |
|                |                |                      |        |            |        |            |  |  |
|                |                |                      |        | % votants  |        | % votants  |  |  |
| Blancs ou nuls | Blancs ou nuls | Blancs ou nuls       | 1 691  | 2,03 %     | 3 939  | 4,65 %     |  |  |
| Exprimés       | Exprimés       | Exprimés             | 81 585 | 97,97 %    | 80 818 | 95,35 %    |  |  |

### 2002
Après cinq années de cohabitation, un duel est attendu entre Chirac et le Premier ministre Jospin lors de l'élection présidentielle de 2002, mais, à la surprise générale, ce dernier est devancé par Le Pen au premier tour. Au second tour, Chirac bénéficie du ralliement de la gauche et reçoit un score sans précédent. Il s'agit de la première élection pour un mandat de cinq ans et non plus sept.
Dans la Creuse, Jacques  Chirac arrive en tête du premier tour avec 26,2 % des exprimés, suivi de Lionel  Jospin (18,25 %), Jean-Marie  Le Pen (11,16 %), Jean  Saint-Josse (6,97 %) et Arlette Laguiller (6 %). Au second tour, les électeurs ont voté à 88,34 % pour Jacques  Chirac contre 11,66 % pour Jean-Marie  Le Pen avec un taux de participation de 80,99 % des inscrits.
|                | RPR            | Jacques Chirac          | 18 378  | 26,2 %     | 68 314  | 88,34 %    |  |  |
|                | PS             | Lionel Jospin           | 12 798  | 18,25 %    |         |            |  |  |
|                | FN             | Jean-Marie Le Pen       | 7 831   | 11,16 %    | 9 014   | 11,66 %    |  |  |
|                | CPNT           | Jean Saint-Josse        | 4 890   | 6,97 %     |         |            |  |  |
|                | LO             | Arlette Laguiller       | 4 207   | 6 %        |         |            |  |  |
|                | PC             | Robert Hue              | 3 827   | 5,46 %     |         |            |  |  |
|                | LCR            | Olivier Besancenot      | 3 531   | 5,03 %     |         |            |  |  |
|                | MC             | Jean-Pierre Chevènement | 3 325   | 4,74 %     |         |            |  |  |
|                | UDF            | François Bayrou         | 3 143   | 4,48 %     |         |            |  |  |
|                | Les Verts      | Noël Mamère             | 2 406   | 3,43 %     |         |            |  |  |
|                | DL             | Alain Madelin           | 1 832   | 2,61 %     |         |            |  |  |
|                | MNR            | Bruno Mégret            | 1 155   | 1,65 %     |         |            |  |  |
|                | PRG            | Christiane Taubira      | 1 025   | 1,46 %     |         |            |  |  |
|                | Cap21          | Corinne Lepage          | 909     | 1,3 %      |         |            |  |  |
|                | FRS            | Christine Boutin        | 555     | 0,79 %     |         |            |  |  |
|                | PT             | Daniel Gluckstein       | 330     | 0,47 %     |         |            |  |  |
|                |                |                         |         |            |         |            |  |  |
|                |                |                         | Nombre  | % inscrits | Nombre  | % inscrits |  |  |
| Inscrits       | Inscrits       | Inscrits                | 101 812 |            | 101 802 |            |  |  |
| Abstentions    | Abstentions    | Abstentions             | 27 941  | 27,44 %    | 19 350  | 19,01 %    |  |  |
| Votants        | Votants        | Votants                 | 73 871  | 72,56 %    | 82 452  | 80,99 %    |  |  |
|                |                |                         |         |            |         |            |  |  |
|                |                |                         |         | % votants  |         | % votants  |  |  |
| Blancs ou nuls | Blancs ou nuls | Blancs ou nuls          | 3 729   | 5,05 %     | 5 124   | 6,21 %     |  |  |
| Exprimés       | Exprimés       | Exprimés                | 70 142  | 94,95 %    | 77 328  | 93,79 %    |  |  |

### 1995
Après une nouvelle cohabitation et alors que la droite est particulièrement divisée entre Chirac et le Premier ministre Balladur, Jospin réussit à arriver en tête au premier tour de l'élection présidentielle de 1995, malgré la très lourde défaite de la gauche aux législatives de 1993. Au second tour, il est battu par Chirac.
Dans la Creuse, Jacques Chirac arrive en tête du premier tour avec 34,54 % des exprimés, suivi de Lionel Jospin (24,8 %), Robert Hue (11,86 %), Édouard Balladur (10,99 %) et Jean-Marie Le Pen (7,03 %). Au second tour, les électeurs ont voté à 53,64 % pour Jacques Chirac contre 46,36 % pour Lionel Jospin avec un taux de participation de 82,29 % des inscrits.
|                | RPR            | Jacques Chirac       | 27 984  | 34,54 %    | 44 613  | 53,64 %    |  |  |
|                | PS             | Lionel Jospin        | 20 091  | 24,8 %     | 38 553  | 46,36 %    |  |  |
|                | PC             | Robert Hue           | 9 606   | 11,86 %    |         |            |  |  |
|                | RPR            | Édouard Balladur     | 8 900   | 10,99 %    |         |            |  |  |
|                | FN             | Jean-Marie Le Pen    | 5 694   | 7,03 %     |         |            |  |  |
|                | LO             | Arlette Laguiller    | 3 453   | 4,26 %     |         |            |  |  |
|                | MPF            | Philippe de Villiers | 2 811   | 3,47 %     |         |            |  |  |
|                | Les Verts      | Dominique Voynet     | 2 240   | 2,77 %     |         |            |  |  |
|                | S&P            | Jacques Cheminade    | 231     | 0,29 %     |         |            |  |  |
|                |                |                      |         |            |         |            |  |  |
|                |                |                      | Nombre  | % inscrits | Nombre  | % inscrits |  |  |
| Inscrits       | Inscrits       | Inscrits             | 105 801 |            | 105 775 |            |  |  |
| Abstentions    | Abstentions    | Abstentions          | 22 037  | 20,83 %    | 18 732  | 17,71 %    |  |  |
| Votants        | Votants        | Votants              | 83 764  | 79,17 %    | 87 043  | 82,29 %    |  |  |
|                |                |                      |         |            |         |            |  |  |
|                |                |                      |         | % votants  |         | % votants  |  |  |
| Blancs ou nuls | Blancs ou nuls | Blancs ou nuls       | 2 754   | 3,29 %     | 3 877   | 4,45 %     |  |  |
| Exprimés       | Exprimés       | Exprimés             | 81 010  | 96,71 %    | 83 166  | 95,55 %    |  |  |

### 1988
Après deux ans de cohabitation, Mitterrand affronte le Premier ministre Chirac lors de l'élection présidentielle de 1988. Le Pen obtient au premier tour un score jusque-là sans précédent pour un parti d'extrême droite. Au second tour, Mitterrand est facilement réélu.
Dans la Creuse, François Mitterrand arrive en tête du premier tour avec 34,82 % des exprimés, suivi de Jacques Chirac (28,21 %), André Lajoinie (11,19 %), Raymond Barre (9,96 %) et Jean-Marie Le Pen (7,79 %). Au second tour, les électeurs ont voté à 55,91 % pour François Mitterrand contre 44,09 % pour Jacques Chirac avec un taux de participation de 84,47 % des inscrits.
|                | PS                    | François Mitterrand | 30 269  | 34,82 %    | 50 811  | 55,91 %    |  |  |
|                | RPR                   | Jacques Chirac      | 24 522  | 28,21 %    | 40 073  | 44,09 %    |  |  |
|                | PC                    | André Lajoinie      | 9 725   | 11,19 %    |         |            |  |  |
|                | SE                    | Raymond Barre       | 8 658   | 9,96 %     |         |            |  |  |
|                | FN                    | Jean-Marie Le Pen   | 6 770   | 7,79 %     |         |            |  |  |
|                | Communiste rénovateur | Pierre Juquin       | 2 437   | 2,8 %      |         |            |  |  |
|                | Les Verts             | Antoine Waechter    | 2 196   | 2,53 %     |         |            |  |  |
|                | LO                    | Arlette Laguiller   | 1 995   | 2,29 %     |         |            |  |  |
|                | MPT                   | Pierre Boussel      | 361     | 0,42 %     |         |            |  |  |
|                |                       |                     |         |            |         |            |  |  |
|                |                       |                     | Nombre  | % inscrits | Nombre  | % inscrits |  |  |
| Inscrits       | Inscrits              | Inscrits            | 111 152 |            | 111 097 |            |  |  |
| Abstentions    | Abstentions           | Abstentions         | 21 989  | 19,78 %    | 17 252  | 15,53 %    |  |  |
| Votants        | Votants               | Votants             | 89 163  | 80,22 %    | 93 845  | 84,47 %    |  |  |
|                |                       |                     |         |            |         |            |  |  |
|                |                       |                     |         | % votants  |         | % votants  |  |  |
| Blancs ou nuls | Blancs ou nuls        | Blancs ou nuls      | 2 230   | 2,5 %      | 2 961   | 3,16 %     |  |  |
| Exprimés       | Exprimés              | Exprimés            | 86 933  | 97,5 %     | 90 884  | 96,84 %    |  |  |

### 1981
Lors de l'élection présidentielle de 1981, Giscard d'Estaing arrive en tête au premier tour et affronte, comme la fois précédente, Mitterrand. Pour la première fois, un président sortant est battu : Mitterrand devient le premier président de gauche de la Ve République.
Dans la Creuse, Jacques Chirac arrive en tête du premier tour avec 28,17 % des exprimés, suivi de François Mitterrand (23,17 %), Georges Marchais (20,33 %), Valéry Giscard d'Estaing (19,39 %) et Arlette Laguiller (2,99 %). Au second tour, les électeurs ont voté à 55,97 % pour François Mitterrand contre 43,69 % pour Valéry Giscard d'Estaing avec un taux de participation de 84,84 % des inscrits.
|                | RPR            | Jacques Chirac           | 25 317  | 28,17 %    |         |            |  |  |
|                | PS             | François Mitterrand      | 20 826  | 23,17 %    | 52 576  | 56,31 %    |  |  |
|                | PC             | Georges Marchais         | 18 269  | 20,33 %    |         |            |  |  |
|                | UDF            | Valéry Giscard d'Estaing | 17 424  | 19,39 %    | 40 800  | 43,69 %    |  |  |
|                | LO             | Arlette Laguiller        | 2 688   | 2,99 %     |         |            |  |  |
|                | MEP            | Brice Lalonde            | 1 921   | 2,14 %     |         |            |  |  |
|                | MRG            | Michel Crépeau           | 1 244   | 1,38 %     |         |            |  |  |
|                | Divers droite  | Marie-France Garaud      | 854     | 0,95 %     |         |            |  |  |
|                | Divers droite  | Michel Debré             | 719     | 0,8 %      |         |            |  |  |
|                | PSU            | Huguette Bouchardeau     | 607     | 0,68 %     |         |            |  |  |
|                |                |                          |         |            |         |            |  |  |
|                |                |                          | Nombre  | % inscrits | Nombre  | % inscrits |  |  |
| Inscrits       | Inscrits       | Inscrits                 | 113 991 |            | 113 977 |            |  |  |
| Abstentions    | Abstentions    | Abstentions              | 22 972  | 20,15 %    | 17 277  | 15,16 %    |  |  |
| Votants        | Votants        | Votants                  | 91 019  | 79,85 %    | 96 700  | 84,84 %    |  |  |
|                |                |                          |         |            |         |            |  |  |
|                |                |                          |         | % votants  |         | % votants  |  |  |
| Blancs ou nuls | Blancs ou nuls | Blancs ou nuls           | 1 150   | 1,26 %     | 3 324   | 3,44 %     |  |  |
| Exprimés       | Exprimés       | Exprimés                 | 89 869  | 98,74 %    | 93 376  | 96,56 %    |  |  |

### 1974
L'élection présidentielle de 1974 est une élection anticipée à la suite de la mort de Pompidou. Mitterrand, candidat unique de la gauche, est largement en tête au premier tour devant Giscard d'Estaing, qui distance lui-même Chaban-Delmas. Au terme d'une campagne animée, marquée par un débat télévisé tendu, Giscard d'Estaing l'emporte avec une très courte avance.
Dans la Creuse, François Mitterrand arrive en tête du premier tour avec 49,83 % des exprimés, suivi de Valéry Giscard d'Estaing (29,44 %), Jacques Chaban-Delmas (11,84 %), Arlette Laguiller (4,21 %) et Jean Royer (2,42 %). Au second tour, les électeurs ont voté à 55,97 % pour François Mitterrand contre 44,03 % pour Valéry Giscard d'Estaing avec un taux de participation de 85,46 % des inscrits.
|                | PS             | François Mitterrand       | 42 797  | 49,83 %    | 51 259  | 55,97 %    |  |  |
|                | RI             | Valéry Giscard d'Estaing' | 25 285  | 29,44 %    | 40 326  | 44,03 %    |  |  |
|                | UDR            | Jacques Chaban-Delmas     | 10 165  | 11,84 %    |         |            |  |  |
|                | LO             | Arlette Laguiller         | 3 618   | 4,21 %     |         |            |  |  |
|                | SE             | Jean Royer                | 2 078   | 2,42 %     |         |            |  |  |
|                | SE, écologiste | René Dumont               | 557     | 0,65 %     |         |            |  |  |
|                | FN             | Jean-Marie Le Pen         | 455     | 0,53 %     |         |            |  |  |
|                | FCR            | Alain Krivine             | 318     | 0,37 %     |         |            |  |  |
|                | MDSF           | Émile Muller              | 301     | 0,35 %     |         |            |  |  |
|                | NAR            | Bertrand Renouvin         | 171     | 0,2 %      |         |            |  |  |
|                | MFE            | Jean-Claude Sebag         | 97      | 0,11 %     |         |            |  |  |
|                |                |                           |         |            |         |            |  |  |
|                |                |                           | Nombre  | % inscrits | Nombre  | % inscrits |  |  |
| Inscrits       | Inscrits       | Inscrits                  | 108 345 |            | 108 330 |            |  |  |
| Abstentions    | Abstentions    | Abstentions               | 21 797  | 20,12 %    | 15 756  | 14,54 %    |  |  |
| Votants        | Votants        | Votants                   | 86 548  | 79,88 %    | 92 574  | 85,46 %    |  |  |
|                |                |                           |         |            |         |            |  |  |
|                |                |                           |         | % votants  |         | % votants  |  |  |
| Blancs ou nuls | Blancs ou nuls | Blancs ou nuls            | 669     | 0,77 %     | 989     | 1,07 %     |  |  |
| Exprimés       | Exprimés       | Exprimés                  | 85 879  | 99,23 %    | 91 585  | 98,93 %    |  |  |

### 1969
L'élection présidentielle de 1969 est une élection anticipée à la suite de la démission de De Gaulle. La gauche se lance désunie dans la course et, bien que Duclos (PCF) manque de le devancer, c'est le président par intérim Poher qui accède au second tour face à l'ex-Premier ministre Pompidou. Alors que Duclos refuse d'appeler à voter au second tour pour « bonnet blanc ou blanc bonnet », Pompidou est finalement largement élu.
Dans la Creuse, Georges Pompidou arrive en tête du premier tour avec 41,23 % des exprimés, suivi de Jacques Duclos (30,93 %), Alain Poher (17,08 %), Gaston Defferre (6,33 %) et Michel Rocard (2,45 %). Au second tour, les électeurs ont voté à 58,79 % pour Georges Pompidou contre 41,21 % pour Alain Poher avec un taux de participation de 63,12 % des inscrits.
|                | UDR            | Georges Pompidou | 31 884  | 41,23 %    | 36 910  | 58,79 %    |  |  |
|                | PC             | Jacques Duclos   | 23 919  | 30,93 %    |         |            |  |  |
|                | CD             | Alain Poher      | 13 207  | 17,08 %    | 25 868  | 41,21 %    |  |  |
|                | SFIO           | Gaston Defferre  | 4 898   | 6,33 %     |         |            |  |  |
|                | PSU            | Michel Rocard    | 1 893   | 2,45 %     |         |            |  |  |
|                | SE             | Louis Ducatel    | 797     | 1,03 %     |         |            |  |  |
|                | LC             | Alain Krivine    | 727     | 0,94 %     |         |            |  |  |
|                |                |                  |         |            |         |            |  |  |
|                |                |                  | Nombre  | % inscrits | Nombre  | % inscrits |  |  |
| Inscrits       | Inscrits       | Inscrits         | 110 772 |            | 110 738 |            |  |  |
| Abstentions    | Abstentions    | Abstentions      | 32 609  | 29,44 %    | 40 840  | 36,88 %    |  |  |
| Votants        | Votants        | Votants          | 78 163  | 70,56 %    | 69 898  | 63,12 %    |  |  |
|                |                |                  |         |            |         |            |  |  |
|                |                |                  |         | % votants  |         | % votants  |  |  |
| Blancs ou nuls | Blancs ou nuls | Blancs ou nuls   | 838     | 1,07 %     | 7 120   | 10,19 %    |  |  |
| Exprimés       | Exprimés       | Exprimés         | 77 325  | 98,93 %    | 62 778  | 89,81 %    |  |  |

### 1965
L'élection présidentielle de 1965 est la première élection au suffrage universel direct à la suite du référendum d'octobre 1962. De Gaulle est mis en ballottage, à la surprise générale, par Mitterrand, candidat unique de la gauche. La campagne du second tour est axée sur l'Europe et les relations internationales ainsi que sur l'armement nucléaire. De Gaulle est finalement réélu avec une large avance.
Dans la Creuse, François Mitterrand arrive en tête du premier tour avec 42,17 % des exprimés, suivi de Charles de Gaulle (41,57 %), Jean Lecanuet (9,98 %), Jean-Louis Tixier-Vignancour (3,86 %) et Pierre Marcilhacy (1,56 %). Au second tour, les électeurs ont voté à 52,47 % pour François Mitterrand contre 47,53 % pour Charles de Gaulle avec un taux de participation de 78,54 % des inscrits.
|                | CIR            | François Mitterrand          | 35 718  | 42,17 %    | 45 859  | 52,47 %    |  |  |
|                | UNR            | Charles de Gaulle            | 35 211  | 41,57 %    | 41 535  | 47,53 %    |  |  |
|                | MRP            | Jean Lecanuet                | 8 453   | 9,98 %     |         |            |  |  |
|                | SE             | Jean-Louis Tixier-Vignancour | 3 268   | 3,86 %     |         |            |  |  |
|                | PLE            | Pierre Marcilhacy            | 1 325   | 1,56 %     |         |            |  |  |
|                | SE             | Marcel Barbu                 | 724     | 0,85 %     |         |            |  |  |
|                |                |                              |         |            |         |            |  |  |
|                |                |                              | Nombre  | % inscrits | Nombre  | % inscrits |  |  |
| Inscrits       | Inscrits       | Inscrits                     | 113 157 |            | 113 144 |            |  |  |
| Abstentions    | Abstentions    | Abstentions                  | 27 689  | 24,47 %    | 24 284  | 21,46 %    |  |  |
| Votants        | Votants        | Votants                      | 85 468  | 75,53 %    | 88 860  | 78,54 %    |  |  |
|                |                |                              |         |            |         |            |  |  |
|                |                |                              |         | % votants  |         | % votants  |  |  |
| Blancs ou nuls | Blancs ou nuls | Blancs ou nuls               | 769     | 0,9 %      | 1 466   | 1,65 %     |  |  |
| Exprimés       | Exprimés       | Exprimés                     | 84 699  | 99,1 %     | 87 394  | 98,35 %    |  |  |